# 2007 في تركيا
فيما يلي قوائم الأحداث التي وقعت خلال عام 2007 في تركيا.

## سياسة

### تعيين في المنصب
- 22 يوليو – محمد شيمشك عضو في البرلمان التركي.
- 28 أغسطس – عبد الله غل رئيس تركيا.

### انتهاء فترة المنصب
- 1 يناير – عبد الله غل عضو في البرلمان التركي،نائب رئيس وزراء تركيا.
- 28 أغسطس – أحمد نجدت سيزر رئيس تركيا.

## رياضة
- 26 أغسطس – جائزة تركيا الكبرى 2007 الفائز فيليبي ماسا.

## أفلام
من الأفلام التي صدرت هذه السنة في تركيا:
- 23 مايو – حافة الجنة من إخراج فاتح اكين.

## برامج ومسلسلات وأنمي
- عاصي
- سيلا
- ويبقى الحب
- الغريب
- الصفوف الخلفية
- الأوراق المتساقطة
- ياسمين
- نور
- دموع الورد
- لحظة وداع
- دقات قلب

## وفيات

### يناير
- 15 يناير – لالى أورال أوغلو (مواليد 1924)
- 19 يناير – هرانت دينك (مواليد 1954) صحفي تركي.